# Włosojęzyk szorstki

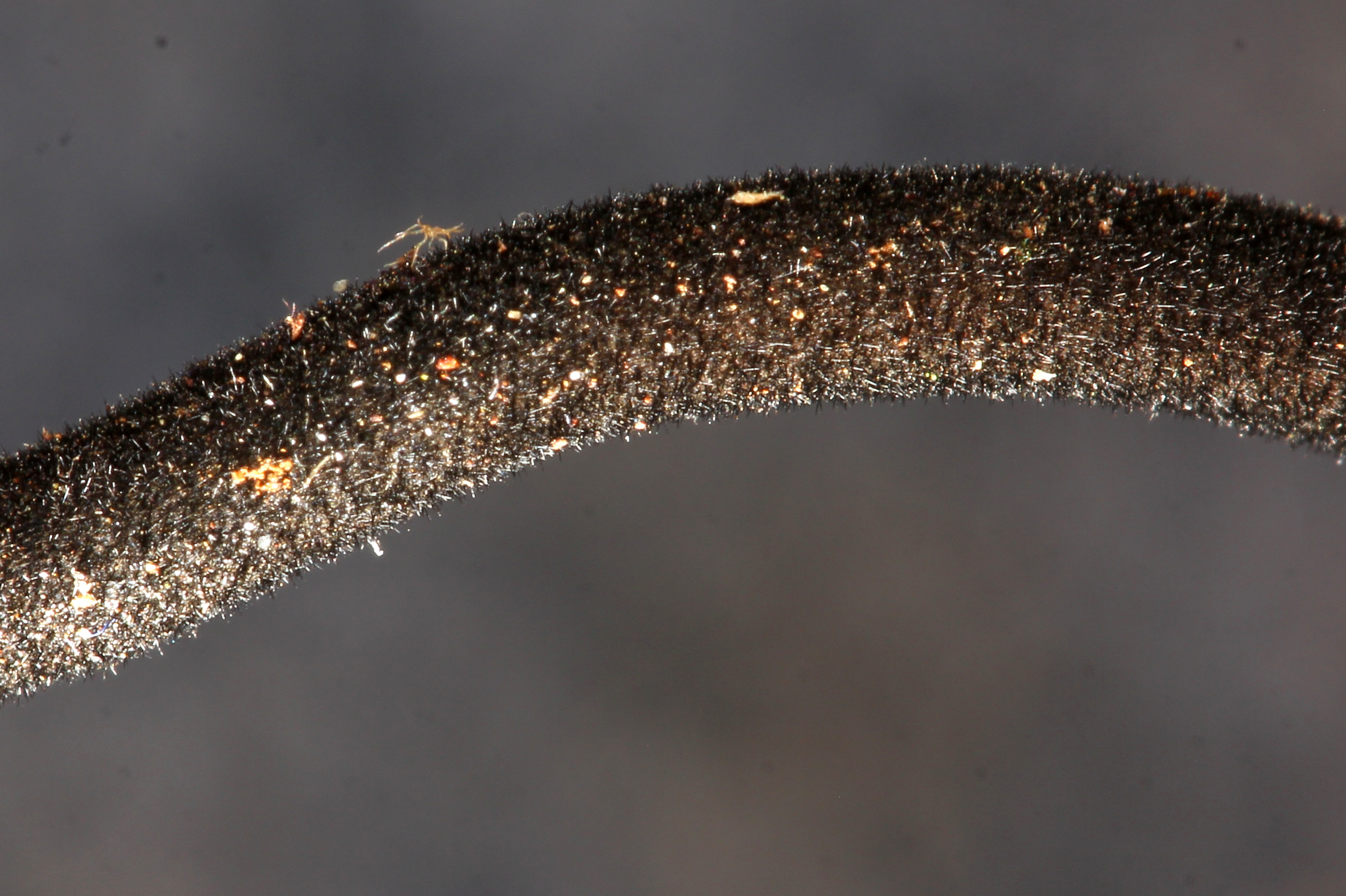
Trzon z charakterystycznymi włoskami

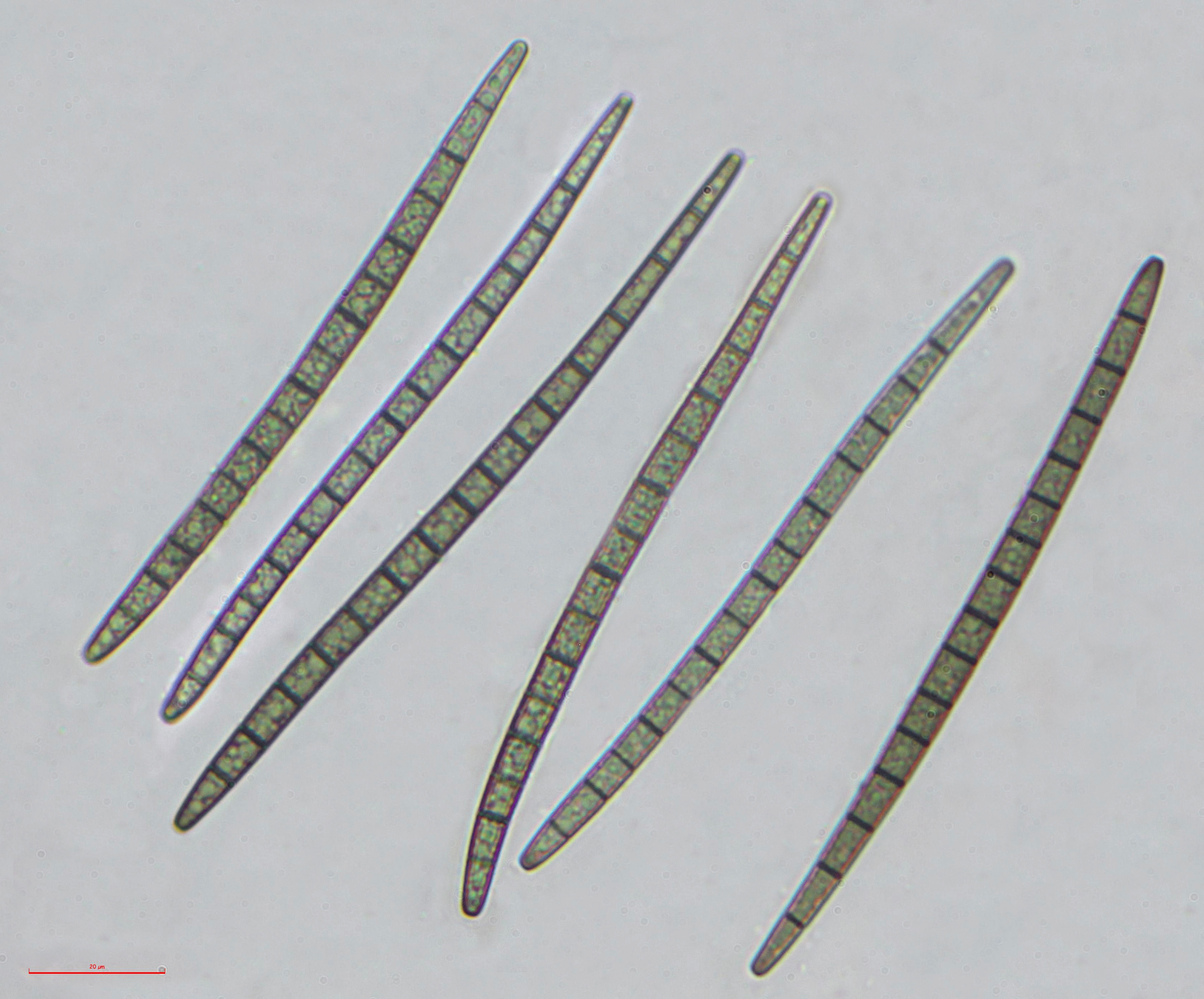
Zarodniki z septami (powiększenie 400x)

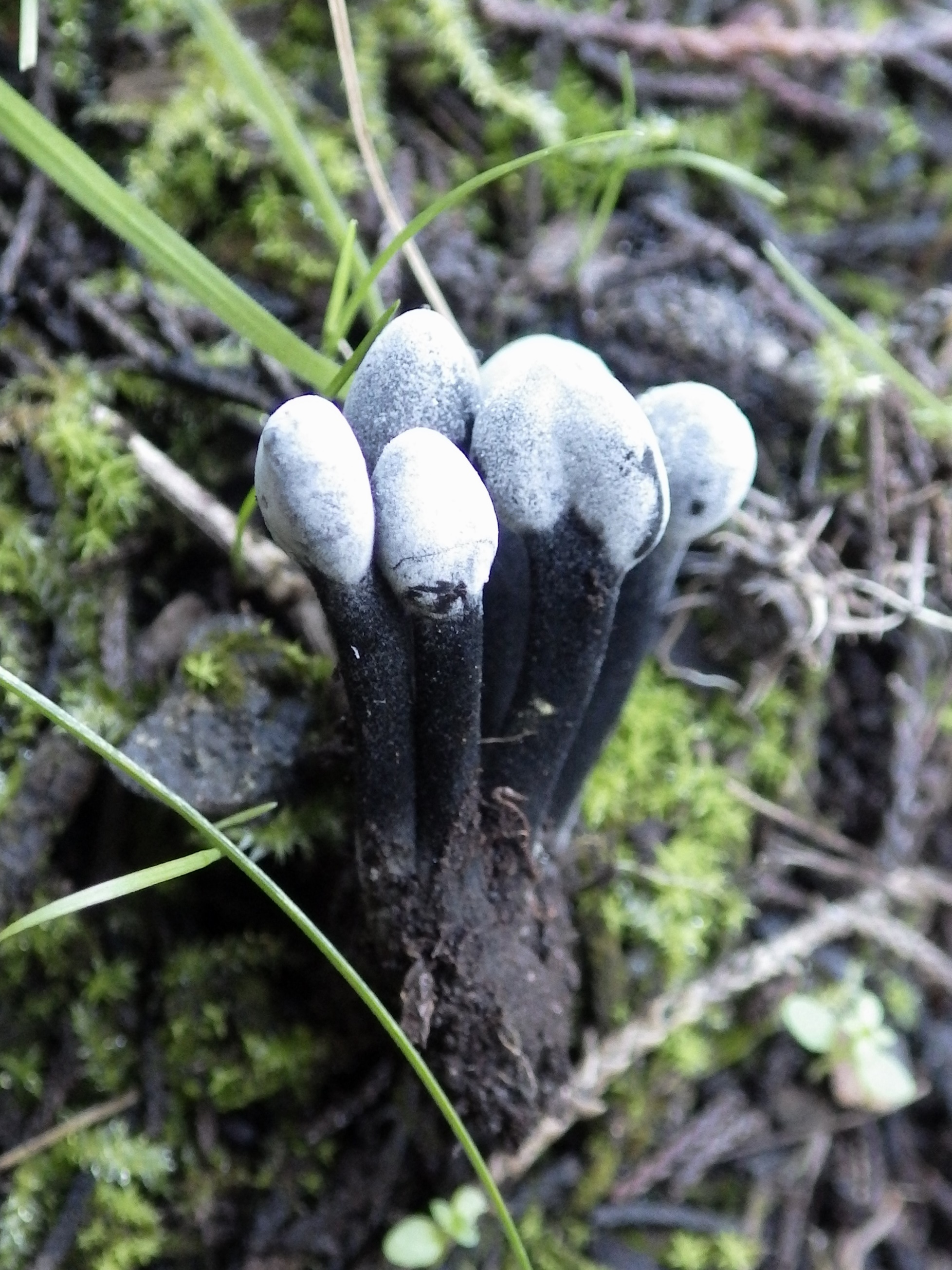
Pasożytniczy grzyb Hypomyces papulasporae infekujący Trichoglossum

Włosojęzyk szorstki (Trichoglossum hirsutum (Pers.) Boud.) – gatunek grzybów z rodziny Geoglossaceae.

## Systematyka i nazewnictwo
Pozycja w klasyfikacji według Index Fungorum: Trichoglossum, Geoglossaceae, Geoglossales, Incertae sedis, Geoglossomycetes, Pezizomycotina, Ascomycota, Fungi.
Po raz pierwszy takson ten zdiagnozował w 1794 r. Christiaan Hendrik Persoon nadając mu nazwę Geoglossum hirsutum. Obecną, uznaną przez Index Fungorum nazwę nadał mu w 1907 r. Jean Louis Émile Boudier, przenosząc go do rodzaju Trichoglossum. 
Gatunek typowy dla rodzaju Trichoglossum.
Synonimów nazwy naukowej ma ponad 20. Niektóre z nich:

- Geoglossum hirsutum Pers. 1794
- Geoglossum hirsutum Schmidel 1793
- Geoglossum capitatum Schmidel 1793
- Geoglossum capitatum Pers. 1797
- Trichoglossum hirsutum var. capitatum (Pers.) Teng 1934
- Trichoglossum hirsutum f. capitatum (Pers.) S. Imai 1941
- Geoglossum hirsutum var. capitatum Schmidel ex Pers. 1801
- Geoglossum hirsutum var. vulgare Alb. & Schwein. 1805
- Geoglossum hirsutum var. hirsutiusculum Berk. 1839
- Geoglossum hirsutum var. americanum Cooke 1875
- Geoglossum americanum (Cooke) Sacc. 1889
- Geoglossum hirsutum var. leotioides Cooke 1879
- Trichoglossum hirsutum f. leotioides (Cooke) Dennis 1961

Nazwa polska według checklist A. Chmiel. 

## Morfologia
Owocnik
Czarne, buławkowate, wyprostowane, zwykle zakończone szeroką lub spłaszczoną główką. Posiadają trzon o średnicy 2–3 mm, pokryty długimi, szczeciniastymi włosami. Owocniki mają 1–8 cm wysokości. W przekroju z pustym środkiem. 
Można spotkać owocniki białe od infekcji wywołanej przez Hypomyces papulasporae. 
Cechy mikroskopowe
Miąższ żółtobrązowy. Hymenium ze szczecinkami. Worki 8-zarodnikowe, amyloidalne o wymiarach 180–275 x 18–25 µm. Zarodniki cylindryczne do wrzecionowatych, proste lub zakrzywione, nieco powiększone u góry, szybko stają się brązowe (jeszcze w obrębie worków), segmentowane najczęściej z 15-septami i mierzą (86–)96–140 (–165) × 6–7 µm. 

## Występowanie i siedlisko
Gatunek spotykany w Afryce, Ameryce Północnej, Środkowej i Południowej, Azji, Australii, Europie (szeroko rozpowszechniony), na Karaibach, Nowej Zelandii, Oceanie Atlantyckim (Bermudy, Madera (Portugalia), Wyspy Kanaryjskie (Hiszpania)), Oceanie Indyjskim (Mauritius) i Oceanie Spokojnym (Nowa Kaledonia).
Saprotrof rosnący na ziemi (lub bardzo zgniłym drewnie) na łąkach i mokradłach (torfowiska, marsze), często związany z torfowcem (Sphagnum sp.), a także w zaroślach i lasach. Owocniki pojawiają się od sierpnia do stycznia.
Kategoria zagrożenia wg IUNC w Polsce E (10% prawdopodobieństwo wymarcia gatunku w naturze). W Polsce podlega ochronie częściowej. Jest na Czerwonej liście roślin i grzybów Polski ze statusem E (wymierające – krytycznie zagrożone).
Nie znaleziono doniesień o negatywnych skutkach ekonomicznych tego grzyba.

## Podobne gatunki
Trichoglossum variabile ma 9–14-septowe zarodniki. Trichoglossum tetrasporum ma 4–zarodnikowe worki, a Trichoglossum walteri ma 7-septowe zarodniki. Leucoglossum leucosporum jest bardzo podobny, ale ma zarodniki przeźroczyste.